# Paperon de' Paperoni
Paperon de' Paperoni (Scrooge McDuck), noto anche come Paperone o zio Paperone (Uncle Scrooge), è un personaggio dei fumetti e dei cartoni animati della Disney, ideato da Carl Barks nel 1947. È apparso come protagonista o comprimario in migliaia di storie a fumetti realizzate in vari paesi del mondo e in decine di cartoni animati (come la serie Duck Tales). La rivista Forbes lo pone nelle sue periodiche classifiche tra i personaggi di fantasia più ricchi del mondo, attribuendogli un patrimonio che tocca i 44 miliardi di dollari fino ad arrivare a 65 miliardi nel 2020, mentre nel primo capitolo della Saga di Paperon de' Paperoni (L'ultimo del Clan de' Paperoni) il narratore afferma: "Paperon de' Paperoni è il papero più ricco del mondo! Egli ama il suo denaro! Ogni singola monetina dei suoi 5 multiplusilioni, 9 impossibilioni, 7 fantasticatrilioni di dollari e 16 cent!".
È uno dei personaggi Disney più amati e di maggior successo al mondo, nonostante il suo carattere avaro, ricalcato sul modello di Ebenezer Scrooge, avido protagonista del Canto di Natale di Charles Dickens, ne abbia fatto alle origini un personaggio tutt'altro che simpatico.
Imprenditore, finanziere, manager, magnate e banchiere, dotato di uno spiccato senso per gli affari, è definito «il papero più ricco del mondo»; è lo zio di Paperino e appare per la prima volta nella storia Il Natale di Paperino sul Monte Orso (Christmas on Bear Mountain), pubblicata sul n. 178 di Four Color.

## Genesi ed evoluzione del personaggio
(Paperone in Il Natale di Paperino sul Monte Orso)
Barks era già da alcuni anni al lavoro per la Western Printing & Lithographing co., la casa editrice che pubblicava le storie a fumetti dei personaggi Disney, quando decise di crearne di nuovi; Paperone è così solo il primo di una lunga serie di nuovi personaggi grazie ai quali diverrà noto come l'Uomo dei Paperi. Da allora Barks sviluppò il carattere dei paperi in maniera sempre più approfondita e particolareggiata, dando loro spessore.
Nel caso di Paperone, Barks si ispira a una figura ricorrente nel cinema americano, quella dello zio ricco, adattandola alla famiglia dei paperi, traendo ispirazione dalla striscia a fumetti The Gumps, creata nel 1917 da Sidney Smith, dove al protagonista Andy si affianca il ricchissimo zio australiano Uncle Bim. Il modello dell'avaro è poi il personaggio di Ebenezer Scrooge tratto dal Canto di Natale di Charles Dickens dal quale Barks prende anche il nome battezzando il personaggio Scrooge McDuck.

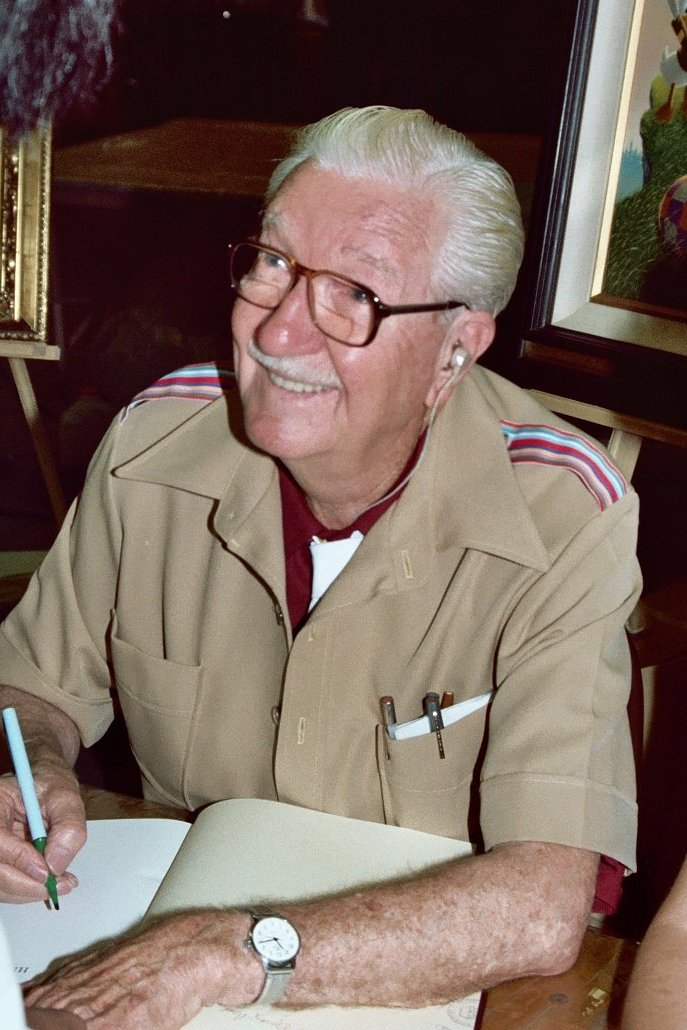
Carl Barks, dopo la sua creazione nel 1947, apporta sostanziali cambiamenti nel carattere di Paperone

Il personaggio degli esordi è identico alla sua fonte di ispirazione letteraria, Ebenezer Scrooge: un vecchio acido, misantropo e piegato dagli anni ma che già fa intravedere un carattere dedito all'azione. Nella sua storia d'esordio progetta infatti una trappola particolare per testare il coraggio di suo nipote che invita insieme a Qui, Quo e Qua a passare le feste natalizie nella sua baita di montagna e dove poi, a loro insaputa, li raggiungerà travestito da orso; una serie di circostanze convincerà Paperone che i suoi nipoti sono molto coraggiosi, e alla fine della storia il papero è visivamente cambiato: appare più amichevole e quasi ringiovanito per la gioia. Si trattava indubbiamente un personaggio comico la cui parabola era da compiersi nell'arco della stessa storia d'esordio, ma Barks capì che avrebbe potuto essergli ancora utile nell'economia familiare dei paperi, per cui decise di riproporlo in altre storie, cambiando di volta in volta leggermente la sua personalità a seconda delle esigenze narrative, e facendogli mostrare talvolta il carattere burbero, altre volte la necessità di ricorrere all'aiuto dei nipoti per risolvere un problema: tutti questi aspetti, sarebbero poi confluiti in maniera armonica nel personaggio definitivo che Paperone sarebbe diventato di lì a poco.
Importanti tappe di questa evoluzione sono storie come Paperino e il segreto del vecchio castello (1948), in cui un Paperone particolarmente bonario e fifone porta con sé i nipoti per ritrovare il tesoro della sua famiglia, che qui scopriamo essere scozzese e di nobili origini (il Clan de' Paperoni, in inglese McDuck), o Paperino e la scavatrice (1949) in cui Paperone mostra per la prima volta una personalità veramente forte, in grado di sovrastare quella del nipote rubandogli la scena: è un ricco megalomane, ancora stranamente spendaccione quando si tratta di ostentare il proprio potere, e irascibile tanto quanto il nipote (in questa storia arriva a minacciare il giudice del tribunale esclamando "se fai qualcosa che non mi piace, compro la città e ti licenzio!"). Questo Paperone convince molto Barks, che inizia a inserirlo sempre più spesso e a delinearne la colossale ricchezza:
essa viene resa visivamente facendolo vivere in un edificio colmo di sacchi di banconote e di monete d'oro. Questo edificio era inizialmente l'ufficio direzionale di Paperone, ma si sarebbe poco a poco evoluto fino a diventare un enorme deposito di acciaio -Money Bin, in forma rudimentale visibile sin da Paperino e la ghiacciata dei dollari (1951)-, di forma cubica e contenente "tre ettari cubici di denaro".
Avendo un deposito in bella mostra e un papero morbosamente attaccato al denaro, è logico contrapporgli un'avida banda di ladri, così in Paperino e la banda dei segugi (1951) fa il suo esordio la Banda Bassotti. Nel frattempo, il carattere di Paperone diventa più complesso storia dopo storia, mostrando di fronte alle minacce una certa nevrosi e paranoia tipiche della senilità che rendono il personaggio più comico e simpatico, permettendo anche di superare il suo atteggiamento da antagonista causato dall'avidità e dall'essere burbero e scorbutico.
Inizialmente Barks impiega il personaggio nelle storie di Paperino pubblicate sulle testate Walt Disney Comics and Stories e Donald Duck, ma il successo del personaggio spinge la casa editrice Western a dedicargli un albo speciale di Four Color Comics, la testata che pubblicava le avventure di più ampio respiro di Paperino, incaricando Barks di realizzare la prima storia lunga con il nuovo personaggio Disney usato da protagonista: Zio Paperone e la disfida dei dollari (1952). Questa storia segna un importante salto in avanti nella caratterizzazione del personaggio: egli è ormai un buffo vecchietto arzillo e dinamico, un po' troppo melodrammatico e innamorato del denaro per via di tutta la fatica che ha fatto per guadagnarselo; si sofferma a raccontare ai nipoti le sue avventure, che ne fanno un eroe d'altri tempi e, se da un lato lo rendono distante dalla realtà moderna, dall'altro gli danno la forza per essere ancora il più duro dei duri e il più furbo dei furbi, come lui stesso ama definirsi; e tuttavia Barks, che d'ora innanzi farà vivere a Paperone avventure di ogni tipo in giro per il mondo, ci tiene a ricordare che egli è, come recita il titolo originario della storia, only a poor old man (solo un povero vecchio), assillato dai grattacapi che la sua stessa ricchezza gli procura e, in fondo, in cerca di svago e dell'affetto dei cari proprio come chiunque.
Nel 1953 escono altri due numeri di prova di Four Color Comics dedicati al personaggio, il primo dei quali presenta la storia Zio Paperone e la Stella del Polo, in cui Paperone si fa accompagnare dai nipoti nel gelido Klondike, la remota terra dove ha fatto fortuna come cercatore d'oro e dove rivede Doretta Doremì, sua fiamma di gioventù; per la prima volta, viene rivelato che il ricco burbero cela, oltre il carattere orgoglioso e la cupidigia, la malinconia per un amore che, per alterne vicende, risultò impossibile. Inoltre, nella storia dello stesso anno Zio Paperone e la Banda Bassotti viene introdotta la Numero Uno, una moneta da dieci centesimi di dollaro, primo guadagno di Paperone lavorando come lustrascarpe a Glasgow all'età di dieci anni. Alla fine del 1953 la Western decide di varare Uncle Scrooge, una testata dedicata interamente a Paperone e la cui numerazione inizia dal n. 4, contando retroattivamente anche i tre numeri di Four Color Comics.
Le avventure a caccia di tesori o in imprese improbabili che Paperone e i suoi nipoti vivono si susseguono senza sosta nella produzione barksiana, introdotte sempre con espedienti narrativi intelligenti e mai banali. Ricordiamo Zio Paperone e la dollarallergia, in cui la necessità di Paperone di trovare sollievo dall'esaurimento da stress che gli ha fatto odiare il denaro, spinge i cinque nella remota terra di Tralla-la, simbolo della purezza dimenticata dal mondo capitalistico, o Zio Paperone e le sette città di Cibola (1954) ispirata alla leggenda delle città lastricate d'oro cercate invano dai conquistadores spagnoli. Si possono poi citare: Zio Paperone e il tesoro sottozero (1957), in cui Barks si divertirà a coinvolgere Paperone in atmosfere da guerra fredda, mentre in storie come Paperon de' Paperoni e la luna a 24 carati (1958) o Zio Paperone e l'isola nel cielo (1959) Paperone arriverà persino a cercare fortuna nello spazio. Zio Paperone e il torneo monetario (1956) introduce il primo vero antagonista miliardario di Paperone: Cuordipietra Famedoro (Flintheart Glomgold), perfido magnate sudafricano con il quale ingaggia una sfida per stabilire chi è il più ricco del mondo, seguito poi da John D. Rockerduck, creato per una storia nel 1961, e soprattutto in Zio Paperone e la fattucchiera (1961) fa la sua comparsa Amelia, la strega napoletana che cerca in tutti i modi di impossessarsi della Numero Uno per realizzare un amuleto magico che le doni la ricchezza di Re Mida.

## Lavoro di zio Paperone
Paperone è un papero delle stesse dimensioni e proporzioni di Paperino, ha basette folte e porta degli occhiali da vista a pince-nez. È dotato di grande forza fisica nonostante l'età, perché da giovane si abituò ad affrontare le condizioni più ostili (vedi L'argonauta del Fosso dell'Agonia Bianca). Vestito sempre allo stesso modo con una vecchia e logora finanziera (tradizionalmente definita "palandrana" nei fumetti italiani; inizialmente nera, poi blu o rossa con risvolti di colore diverso a seconda delle versioni), una tuba a cilindro per cappello e delle ghette (anche queste blu o rosse, generalmente l'inverso della finanziera), si accompagna con un bastone da passeggio (in fondo a questo c'è una punta di calamita per monete inventata da Archimede Pitagorico) che non gli serve tanto per passeggiare quanto come strumento di difesa e/o offesa. Quando deve contrastare un attacco al suo deposito porta a tracolla un vecchio spingardino caricato a sale e sfoggia un elmetto da marine. Ama giocare con il suo denaro, per questo ha ammassato le ricchezze che ha guadagnato da solo per cinquant'anni in giro per il mondo in un gigantesco stanzone che secondo Don Rosa è profondo 30 metri; l'abitudine di tuffarsi nel denaro «come un pesce baleno, scavarci gallerie come una talpa e lasciarselo ricadere in testa come una doccia» compare per la prima volta in Paperino esattore (1951).
Da bambino umile e gentile che era nella povera Scozia ottocentesca, crescendo e girando il mondo per tutta la vita Paperone si è trasformato in un papero brutale e col cuore di pietra, indurito da un'esistenza faticosa e piena di fallimenti a causa di varie vicissitudini e di furfanti di cui si era fidato. Per questo tutt'oggi è diffidente verso il prossimo e solo tardivamente ha cominciato a stringere con i parenti stretti, dopo aver riallacciato i rapporti idealmente in seguito proprio alla storia d'esordio Il Natale di Paperino sul Monte Orso, secondo la timeline di Don Rosa. Odia tutti coloro che pretendono qualcosa da lui poiché per lui, che si è guadagnato ogni centesimo col sudore della fronte, è un vero insulto il fatto che qualcuno si arricchisca senza fatica. Paperone detesta «quei fannulloni che non sanno guadagnarsi da vivere», poiché egli stesso ha sperimentato la povertà, la fame, ma senza mai arrendersi, infatti sa che deve il suo successo solo a se stesso e questo lo rende orgoglioso di ciò che ha costruito al punto da perdere la testa anche solo all'idea che qualcuno possa derubarlo del suo denaro, che rappresenta per lui il significato della sua vita impostata sulla dignità e il rispetto per se stessi. Mettendo dunque al primo posto il denaro e la sua reputazione, Paperone raramente dimostra di essere in realtà potenzialmente generoso e di avere un cuore d'oro, e lo fa sempre di nascosto. Essendo poi il nipote Paperino un fannullone, ha con lui un rapporto parecchio conflittuale: mostra disprezzo per lui e arriva a prenderlo a calci per cacciarlo dal deposito, ma talvolta rivela di provare invidia per la vita spensierata che il nipote conduce, per quanto iellato e inetto.
Anche Don Rosa (e gli autori che dal suo lavoro hanno tratto ispirazione) ha lavorato sul carattere di Paperone in particolar modo nella sua Saga di Paperon de' Paperoni, nelle storie "appendici alla Saga" e in Una lettera da casa; in alcune sue storie Paperino è un personaggio particolarmente piatto e cinico proprio per metterlo in contrapposizione all'imponente statura morale di Paperone; il nipote è scettico nei confronti dell'enorme valore della vita e delle avventure dello zio, e tuttavia Paperone rivede in lui e nei nipotini la propria sete di avventura e di emozioni, provando sincera ammirazione per come Paperino sia riuscito a costruirsi una famiglia, ma preferisce tacere tali sentimenti e lasciare che Paperino, cresciuto nel ricordo di uno zio spietato, continui a provare disprezzo per lui. Secondo Don Rosa, che dà una spiegazione al cambiamento di carattere del personaggio nelle prime storie di Barks, Paperone ha recuperato l'amore per la vita dopo aver conosciuto i nipoti, e ha abbattuto il muro di pietra eretto intorno al suo carattere, sia pur restando incapace di grandi slanci di affetto.
Nelle storie italiane Paperone varia molto a seconda del periodo di realizzazione della storia, ma è comunque sempre vincente in quanto personaggio scaltro, intelligente e in gamba, oltre a vantare un "fiuto" unico per gli affari redditizi che gli permette di essere ancora il numero uno. Descrivendo il lato profondo di Paperone, Giorgio Pezzin, autore italiano, scrive:
(Giorgio Pezzin)
Gli atteggiamenti di Paperone verso i suoi parenti cambiano radicalmente nella serie televisiva Ducktales, dove Paperone è stato reso meno taccagno e molto più affezionato ai suoi nipotini Qui, Quo e Qua; infatti in alcuni episodi Paperone rinuncia a tutto il suo patrimonio pur di difendere i nipotini. Tra il 1970 e il 1974 Carl Barks realizza numerose storie per la testata della Western Junior Woodchucks (Giovani Marmotte), e in diverse di queste, in cui vengono trattate tematiche ambientali, l'autore decide di impiegare il personaggio nel ruolo di "cattivo", come lo era stato nelle sue prime storie: egli infatti riveste il ruolo del miliardario senza scrupoli disposto a tutto per profitto, e l'autore giustifica questa sua scelta in una lettera, datata 11 dicembre 1969 e indirizzata al suo futuro biografo Mike Barrier:
Tuttavia, anche queste storie talvolta terminano con la "redenzione" del personaggio che grazie alle Giovani Marmotte capisce il valore della natura.

### Alter-ego
Paperone diventa un supereroe in un episodio di DuckTales, "The Masked Mallard" (Il Papero Mascherato), dove un giornalista da strapazzo mette in giro false voci sul conto del personaggio per screditarlo. Paperone si trasforma quindi nel Papero Mascherato, supereroe dalle fattezze molto simili a Paperinik che combatte il crimine e decide poi di rivelare la sua vera identità dopo un periodo di buone azioni per la cittadinanza, così da rimettere in buona luce il suo nome. Inoltre, nelle storie a fumetti realizzate in Italia Paperone ha avuto tre alter ego come giustiziere mascherato in storie pubblicate su Topolino n. 1027, n. 1632 e n. 2078. Nella prima, "Zio Paperone e il Pescecane Mascherato" (scritta da Jerry Siegel), si veste come Zorro e, munito di armi inventate da Archimede Pitagorico, scende in campo a difendere i ricchi di Paperopoli vessati dalle tasse, ma viene presto scoperto. Nella seconda storia, Paperinik e il mistero di "Tuba Mascherata" (1987) scritta da Massimo Marconi e disegnata da Massimo De Vita, Paperone non ha altra scelta che quella di improvvisarsi supereroe (con disastrosi risultati) pur di difendere il suo denaro, a causa dell'indisponibilità sia di Paperinik che di Paperinika. Nella terza storia, "Paperone supereroe", si fa costruire una tuta in grado di conferirgli superpoteri da Archimede in modo da poter raccogliere le monetine cadute a terra. La tuta funziona perfettamente ma raccogliere monete diventa una ossessione e pertanto decide di togliersela. Nella storia "Paperinik e la battaglia delle pizze" (pubblicata sul n. 266 dell'Almanacco Topolino) Paperone si traveste da Paperinik allo scopo di pubblicizzare (senza il consenso dell'eroe mascherato) le sue immangiabili pizze industriali.

## Nel fumetto italiano
Nella primavera del 1952, Paperon de' Paperoni è ormai una presenza ben consolidata negli albi statunitensi. Oltre al suo creatore, anche altri artisti come Murry, Moore, Thompson stanno lavorando sul papero più ricco del mondo. Nello stesso anno il direttore di Topolino, Mario Gentilini, dopo aver pubblicato alcune storie di Barks e altri autori americani, chiede a Guido Martina, il suo principale sceneggiatore, di iniziare a inserire anche nelle storie italiane il personaggio di Paperone. Martina lo fa esordire in Topolino nella valle dell'incanto, disegnata da Rino Anzi e pubblicata sul n. 44 del 10 giugno 1952. In questa storia compare come dimora del ricco papero un imponente maniero che sarà presente, con alcune variazioni, nelle prime storie di Martina del personaggio. Le due storie successive sono Paperino e le onorificenze e Le miniere di Re... Paperone, entrambe su testi di Carlo Chendi e disegni di Luciano Bottaro.

### Guido Martina e Romano Scarpa
I primi sceneggiatori italiani tratteggiano un Paperone radicalmente diverso da quello barksiano, preferendo riallacciarsi alle storie iniziali in cui aveva mostrato una personalità da misantropo opportunista, oltre a un certo cinismo, come in Paperino e il feticcio (1949) in cui appariva soddisfatto di aver perpetrato una violenza nei confronti degli indigeni africani pur di lucrare. Così, soprattutto nelle storie di Luciano Bottaro e ancor più in quelle di Martina, Paperone è un affarista senza scrupoli e machiavellico che pur di raggiungere i suoi scopi è disposto a tutto, anche a giocare sporco, tradire i propri parenti e compiere atti deprecabili. Spesso raggira suo nipote Paperino facendogli firmare contratti che contengono clausole e cavilli scritte in piccolo che lo costringono a lavorare gratis per lui, oppure a rinunciare alla sua parte di ricompensa. Lo ricatta con la lista dei debiti e lo tratta malissimo deridendolo e schernendolo, arrivando a minacciarlo verbalmente e fisicamente quando l'inetto nipote (peraltro abbastanza cinico anche lui in questo genere di storie) combina qualche disastro. In molte situazioni però, la sua avarizia si rivela controproducente, benché questo Paperone resti quasi sempre vincente per la propria scaltrezza; a partire dal 1967, nella seconda fase della sua carriera fumettistica, Guido Martina fa massiccio utilizzo del personaggio di Rockerduck (negli anni '60 ancora poco conosciuto) mettendolo comicamente in concorrenza con il vecchio e avido papero e consacrandolo effettivamente come rivale più importante di Paperone, ruolo che esso manterrà anche in futuro nelle storie italiane.
Altro grande fondatore del fumetto italiano, Romano Scarpa si appassiona al personaggio ma utilizzandolo via via sempre più alla "maniera" di Carl Barks: in storie indimenticabili come Paperino e la leggenda dello Scozzese Volante (1957) e Paperino e le lenticchie di Babilonia (1960) viene evidenziato tutto il lato umano, fragile e commovente, che il vecchio papero nasconde, e i rapporti familiari sono molto meno tesi. Inoltre, Scarpa si impegna ad ampliare il microcosmo del ricco papero: già nella storia Paperino e i gamberi in salmì (1956), in cui il suo Paperone aveva il sapore martiniano dell'antagonista, era saltato fuori il fratello di questi, Gedeone de' Paperoni, energico e brillante direttore dell'importante quotidiano "Il Grillo Parlante", onesto difensore della libertà d'espressione e della giustizia; successivamente invece si concentra su Paperone come personaggio positivo, e nell'avventura Zio Paperone e l'ultimo Balabù (1960) introduce Brigitta McBridge, bionda papera irrimediabilmente innamorata di lui (e delle sue sostanze) che tenta in tutti i modi di conquistarlo, mentre in Zio Paperone e il ratto di Brigitta (1961) compare per la prima volta Filo Sganga, modesto imprenditore squattrinato invidioso del glorioso successo del magnate. Infine, in Arriva Paperetta Yè Yè (1966) Scarpa recupera il personaggio barksiano di Doretta e fa il suo esordio la vivace nipote di questa, Paperetta Yè Yè, che maliziosamente per tutta la storia seguiterà a chiamare Paperone "nonnino"; nello stesso periodo Scarpa recupera graficamente il Deposito del denaro ideato da Barks, preferendolo ai sontuosi palazzi visti in precedenza, ma rivisitandolo a modo suo con l'aggiunta di una cupola sul tetto, sotto la quale il vecchio papero tiene un vero arsenale. Da tutte le storie prodotte dall'autore appare evidente come Paperone, e non Paperino, sia per Scarpa il fulcro della famiglia dei paperi.

### Un personaggio sfaccettato
Se progressivamente la scuola italiana si è adattata al modello scarpiano del Paperone più "simpatico" e affabile, di fatto non ci sono stati poi grossi cambiamenti nell'utilizzo del personaggio, ad oggi. Tuttavia vale la pena di citare il prolifico autore Rodolfo Cimino, allievo di Scarpa, che anziché raccontare un Paperone sempre "vincente", come siamo abituati a vederlo nelle storie italiane, ha voluto spesso caratterizzare le sue storie come se fossero delle fiabe, con tanto di morale, in cui Paperone (pur tutto sommato bonario e con un lato buono nascosto) viene quasi sempre punito per la sua cupidigia; ciò accadeva in molte avventure classiche di Barks, e un classico canovaccio che Cimino riprende è quello per cui i paperi vengono a contatto con altre civiltà e paesi lontani dove sono ancora saldi i veri valori morali, a differenza della società contemporanea, per poi vederle distrutte o messe in discussione dalla megalomania di Paperone, sempre diviso tra la febbre dell'oro e il desiderio di recuperare una genuinità perduta. Cimino -che spesso fa viaggiare i protagonisti su improbabili veicoli zoomorfi- esaspera a fini comici il lato istrionico e melodrammatico del ricco papero, il quale arriva ad "allagare" il Deposito con le sue stesse lacrime, quando è in pena per un mancato guadagno. Pone inoltre al suo fianco un maggiordomo ben definito, diversamente da quelli più anonimi che erano comparsi fin dai tempi di Barks: poco a poco nasce il personaggio di Battista, fedele e saggio assistente, dalla personalità a tratti debole e sottomessa, ma che si dimostra sempre paziente verso i comici cambiamenti d'umore del suo datore di lavoro (che lo paga pochissimo) e si prende amorevolmente cura di lui.
Giorgio Pezzin invece ha saputo valorizzare il leggendario "fiuto per gli affari" di Paperone per renderlo, quasi sempre con la concorrenza del truffaldino Rockerduck, il più grande imprenditore di Paperopoli: lo spunto per queste storie proviene solitamente dall'attualità, e Paperone prova ogni volta a far soldi proponendo una novità sul mercato, che sia una rivoluzionaria invenzione di Archimede, o una nuova risorsa naturale scoperta casualmente e che può essere sfruttata; puntualmente, per un motivo o per un altro queste scoperte e novità si rivelano fallimentari, anche se di solito il "povero miliardario" riesce a salvare i suoi guadagni in extremis grazie a un escamotage. Negli anni, tra le altre cose Paperone ha portato la neve per le stazioni sciistiche rovinate dal surriscaldamento globale (Zio Paperone e la nuova glaciazione del 1977), traghettato iceberg dal polo per risolvere l'emergenza idrica (Zio Paperone e gli icebergs volanti del 1975), utilizzato suolo lunare per rimediare all'incremento dei prezzi dei prodotti della terra (Zio Paperone e la terra di luna del 1976), affrontato il problema dell'inquinamento (Zio Paperone e i rifiuti liofilizzati del 1976), risolto la questione dell'acqua alta a Venezia (Zio Paperone e la deriva dei monumenti del 1977), introdotto un nuovo tipo di cibo (Paperino e la bistecca spray del 1978), coltivato piante nello spazio (Zio Paperone e la fattoria orbitale del 1979), costruito il Ponte di Messina (Zio Paperone e il ponte di Messina del 1982) e persino lanciato sul mercato il personal computer (Zio Paperone e la rivoluzione elettronica del 1983). Pezzin è stato inoltre uno dei primi a inaugurare il fortunato filone delle storie in cui Paperone ristruttura il Deposito in forme sempre diverse, alla ricerca di antifurto efficaci contro i Bassotti, ma che puntualmente rivelano dei punti deboli.

## Biografia del personaggio

### Versione statunitense
Nei primi anni novanta l'autore statunitense Don Rosa, utilizzando come unica fonte le storie a fumetti di Carl Barks, ha ideato la Saga di Paperon de' Paperoni (The Life and Times of $crooge McDuck), una lunga e dettagliata opera che narra la vita e le avventure del papero più ricco del mondo, dalla sua infanzia alla vecchiaia. Paperon de' Paperoni è dunque l'unico personaggio Disney che presenta una vera e propria biografia, completa di date e riferimenti a fatti storici realmente accaduti (Afferma l'autore: «Io non mi invento mai nomi sciocchi per le città, e non uso mai nomi buffi o poco precisi per i personaggi storici. Faccio incontrare a Paperone persone "vere", che lui incontra attraversando l'America dal 1867 al 1947»). Infatti generalmente i personaggi Disney non hanno un passato, se non quello che occasionalmente viene rievocato nelle storie in brevi flashback. Di Paperone, invece, si conosce l'anno di nascita (1867), i genitori (di cui viene anche esplicitato il decesso, caso rarissimo nei fumetti Disney) e la giovinezza.

#### Nobile nascita in miseria
(Un giovane Paperone subito dopo aver guadagnato la sua Numero Uno.)
Nato, secondo la genealogia di Don Rosa, nel 1867, Paperone discende da un nobile clan scozzese decaduto. Il giorno del suo decimo compleanno riceve da suo padre, Fergus, un kit da lustrascarpe, nella speranza che possa guadagnare qualche soldo; il primo cliente è Burt, uno scavafossi, e al termine del lavoro (durato mezz'ora) il piccolo Paperone sviene e il cliente se ne va (apparentemente) pagandolo con una moneta da 10 cent americani (la Numero Uno, priva di valore in Scozia). Il tutto, però, è stato architettato da suo padre Fergus usando un decino americano trovato dalle sorelle Matilda e Ortensia tra alcuni spiccioli regalatigli dal miliardario di passaggio Howard Rockerduck (futuro padre di John D. Rockerduck): quando Paperone rinviene, guarda la moneta e si rende conto di essere stato truffato, e capisce che per tutto il resto della sua vita dovrà stare sempre all'erta perché tutti cercheranno di imbrogliarlo, per cui dovrà dimostrarsi "il più duro dei duri e il più furbo dei furbi per far quadrare i conti" (in realtà la traduzione italiana è imprecisa in quanto "I'll make my money square" significa "farò soldi onestamente" e non "farò quadrare i conti"). Ispirato dalla provenienza della moneta, decide di andare a cercar fortuna in America, ma il viaggio costa molto denaro e i suoi non possono permetterselo: Paperone è costretto quindi a lavorare ancora come lustrascarpe (ottimizzando tempi ed energie in ogni modo) e inoltre arrotonda i guadagni intraprendendo un piccolo commercio di torba, andando di persona a raccoglierla nelle paludi durante la notte. Comunque Paperone non dimentica i suoi doveri familiari e contribuisce all'istruzione e alla crescita delle sorelle versando sempre alla famiglia parte dei suoi guadagni, e non dimentica le proprie radici, occupandosi di proteggere il castello de' Paperoni dal clan rivale, i Whiskerville. A 13 anni si arruola come mozzo in una nave bestiame diretta a New Orleans.

#### Primi insuccessi
Giunto in America a Louisville, il giovane Paperone trova un suo zio emigratovi anni prima, un vecchio marinaio soprannominato Manibuche De' Paperoni (Angus). Paperone è convinto che lo zio sia un uomo benestante, per poi scoprire che è invece un perdigiorno che non fa altro che giocare a carte con imbroglioni come il losco Porcello Suinello. Proprio durante una partita lo zio Manibuche vince una barca contro Suinello, e con il nipote decide di utilizzarla per dare la caccia al tesoro della nave Drennan White (una nave statale che trasportava oro per il valore di 100.000 dollari). Sfortunatamente, Suinello origlia il discorso carpendo l'informazione relativa al luogo della nave (conosciuto solo da Manibuche) e cerca di batterli sul tempo con l'aiuto della banda di Bassotto Cuornero e i suoi tre figli; al termine dell'avventura (durante la quale Paperone suggerisce un nome per la loro banda, la Banda Bassotti) lo zio trova il tesoro, ma non può prenderne possesso. In seguito a questo fallimento, Manibuche decide di intraprendere la carriera di scrittore e vende la propria nave a Paperone, che intraprende l'attività di trasportatore fluviale insieme a Cacciavite Pitagorico (nonno di Archimede), un'attività che fallirà a causa dell'affondamento della nave da parte sempre dei Bassotti e all'avvento della ferrovia.

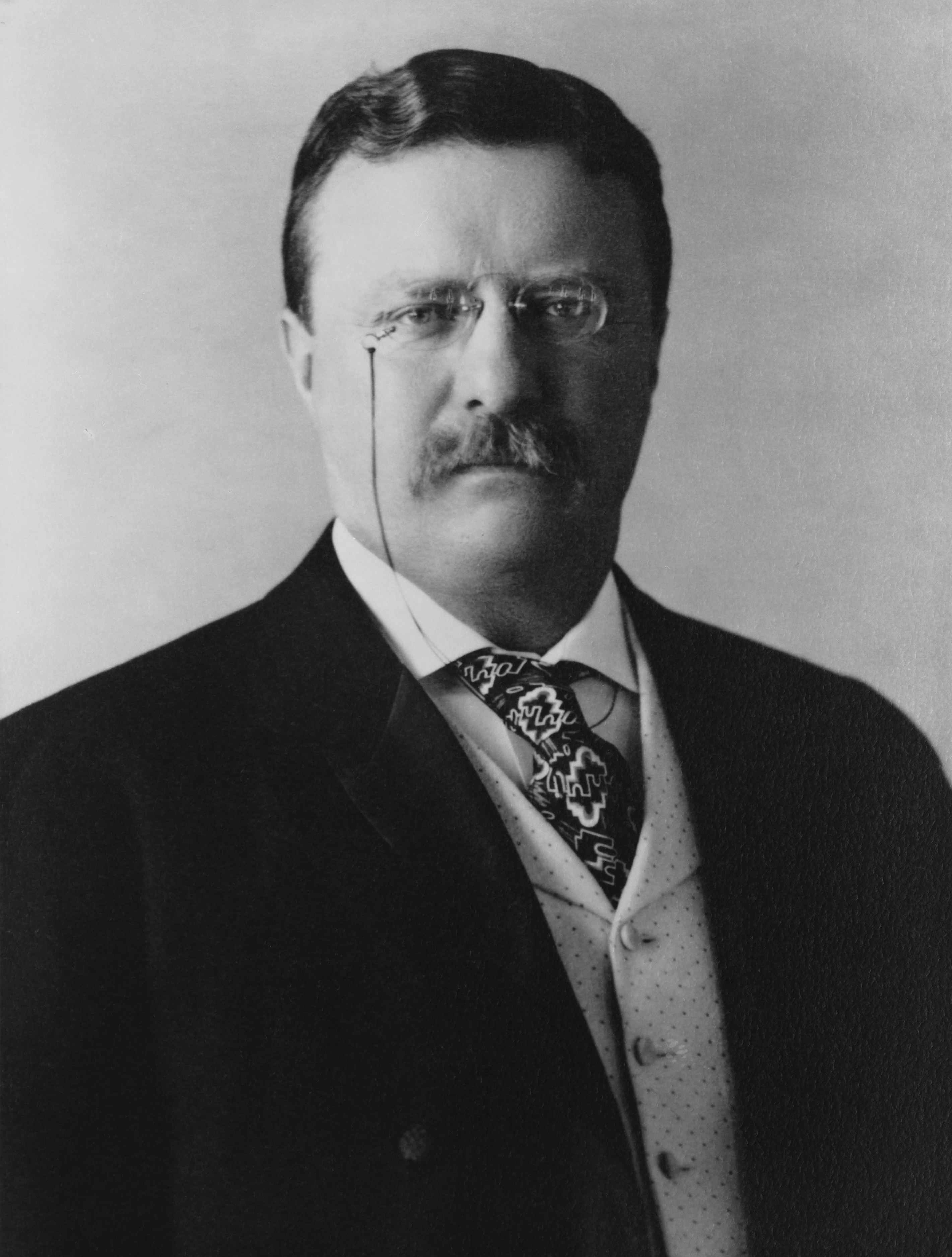
Theodore Roosevelt, personaggio realmente esistito che Paperone incontra più volte nella sua vita

Dopo il fallimento sul Mississippi, durante il viaggio verso la frontiera del West Paperone cade accidentalmente da un treno dopo aver lottato contro Jesse e Frank James. Solo e sperduto nel Montana, accetta di fare il cowboy per conto del compatriota Murdo McKenzie, facendosi chiamare Buck de' Paperoni: qui vivrà una nuova avventura contro la banda dei fratelli McViper, e nella stessa occasione conoscerà il giovane Theodore Roosevelt, liberandolo da una roccia sotto cui era rimasto intrappolato. In questo periodo Paperone e il ritrovato Cacciavite, sono testimoni e sopravvissuti dell'eruzione del vulcano Krakatoa (grazie ad un'invenzione del Pitagorico, inoltre, vengono create le prime multe e infrazioni stradali della storia).
Dopo un paio d'anni Paperone viene licenziato da un McKenzie in difficoltà economiche, e va per la sua strada con la fidata cavalla Ortensia (chiamata così perché ribelle come la sorella). Dopo essersi comprato gli attrezzi da scavo vendendo i denti d'oro di un suo antenato, tenta la fortuna come minatore a Butte, in Montana, dove spera di trovare l'argento. Il terreno è povero di metallo prezioso, tuttavia nasconde immense quantità di rame, il cui prezzo sta inaspettatamente e vertiginosamente crescendo per la sua applicazione nella crescente diffusione dei fili della corrente elettrica in tutta la nazione. Nonostante ciò, l'appezzamento di Paperone non è sufficiente a garantirgli la ricchezza che invece raggiungono i proprietari della miniera della Collina dell'Anaconda, Marcus Daly e Howard Rockerduck; sarà lo stesso Howard, un papero che ha realizzato la sua fortuna con le proprie mani e che rivede in Paperone se stesso da giovane, a svelargli un oscuro cavillo legale per cui avrebbe diritto alla concessione della Collina dell'Anaconda. L'altro proprietario, Marcus Daly, gli offre 10.000 dollari per rinunciare ai suoi diritti, ma lui inizialmente non accetta: sembra la realizzazione dei sogni di Paperone, quando arriva una lettera da casa che lo prega di ritornare con tutti i soldi che ha messo da parte, per pagare le tasse arretrate sul castello di famiglia. Paperone è costretto così ad accettare i 10.000 dollari e imbarcarsi per l'Europa a New York, proprio mentre viene completata la costruzione della Statua della Libertà.

#### L'esperienza "paranormale" in Scozia
Ritornato in Scozia per pagare le tasse sulla proprietà di famiglia, il clan rivale dei Whiskerville lo sfida a duello per poterlo mettere fuori combattimento e per rubargli i soldi e, di conseguenza, il castello con il suo tesoro nascosto. Paperone riesce però a vincere il duello e a pagare le tasse, e durante il combattimento cade in acqua per colpa di un'intromissione da parte del fantasma del Duca Quaquarone che voleva intervenire per difenderlo. Di fatto, muore annegato: i suoi avi in Paradiso, però, consultando il "grande libro del clan" scoprono che Paperone sarebbe in futuro dovuto diventare il più avaro papero della storia. Decidono quindi di aiutarlo rispedendolo sulla Terra, ricordandogli di avere una monetina (la Numero Uno) che gli servirà per svitare i bulloni dell'armatura in cui è intrappolato sott'acqua e liberarsi. Al termine dell'avventura Paperone, osservando un arcobaleno, decide di trovare la sua "pentola d'oro", specializzandosi nella ricerca del biondo metallo.

#### In Sudafrica, Arizona e Australia: altri insuccessi

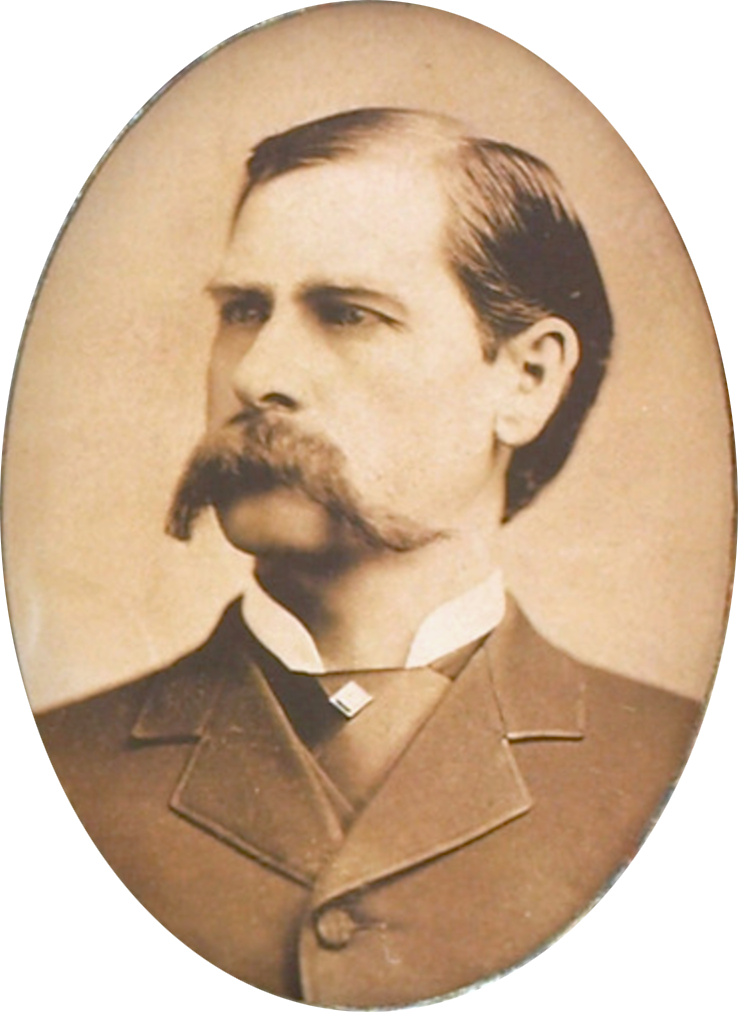
Il leggendario sceriffo Wyatt Earp

Paperone arriva in Sudafrica per cercare l'oro, mentre imperversa la corsa ai diamanti: durante il tragitto verso i territori auriferi soccorre Cuordipietra Famedoro, trovandolo legato sul dorso di un bufalo per aver cercato di rubare dei diamanti. I due diventano amici, ma Cuordipietra, che non gli rivela il proprio vero nome, gli ruba carro e viveri mentre dorme. Paperone si sveglia solamente ore dopo e si rende conto di essere stato derubato, e per la prima volta nella sua vita va in escandescenze: ritrova Famedoro e, dopo averlo ridicolizzato coprendolo di pece e piume, lo fa arrestare, guadagnandosi l'appellativo di Terrore del Transvaal per essere entrato a Johannesburg in groppa a un leone. Dopo anni di fatiche, Paperone si rende conto che la concentrazione di metallo prezioso in Sudafrica è tale che la sua estrazione sia redditizia solo per le grandi compagnie minerarie, già arricchite dall'estrazione di diamanti: Paperone è costretto a ripartire.
Dopo una nuova esperienza negli Stati Uniti (in Arizona) si trasferisce in Australia. In mezzo all'Outback australiano incontra Jabiro Kapirgi, uno sciamano aborigeno che lo porta in una caverna sotterranea piena di pitture rupestri dove è custodito un opale di enorme valore. Paperone è combattuto se rubarlo o meno, visto che alla chiusura della caverna nessuno lo verrebbe a sapere; ma durante un'alluvione perde la Numero Uno, che porta sempre con sé legata a uno spago, e Jabiro lo aiuta a ritrovarla: così Paperone capisce che la ricchezza che tanto agogna non vale il prezzo del tradimento della fiducia di un amico. Colpito dalle sue parole, Jabiro gli permette di guardare attraverso un cristallo per avere un'anticipazione del suo futuro, e Paperone vede una Aurora Boreale: questa lo ispira ad andare nel gelido nord, sulle rive dello Yukon in cerca d'oro.

#### Il Klondike: finalmente ricco
Per arrivare in nord America Paperone lavora come fuochista sulla nave La croce del sud, e una volta approdato in Alaska si licenzia e cerca qualcuno che venda attrezzi per cercatori; durante questa ricerca incontra il leggendario Wyatt Earp, il quale è onorato di fare la conoscenza del papero. Persi i soldi guadagnati sulla nave a causa proprio di Wyatt, Paperone è costretto a indebitarsi con il perfido usuraio Soapy Slick (personaggio basato sul truffatore Soapy Smith) per poter comprare gli attrezzi necessari. Ormai molto esperto nell'attività di cercatore, per primo affronta il Ghiacciaio Collo d'Alce, unico accesso alla Valle dell'Agonia Bianca, temuto da tutti perché dimora di un leggendario mostro che terrorizza i minatori;(in realtà la carcassa congelata di un Mammuth)superato l'ostacolo, Paperone è libero di esplorare senza concorrenti; qui lavora per mesi con scarsi risultati, congelandosi le mani e rovinandosi la vista, e utilizzando quasi tutto il poco oro che riesce a trovare per pagare le esose rate del prestito concessogli da Slick. Durante questo periodo vive quasi esclusivamente da solo nella spettrale vallata, recandosi nella vicina Dawson, piena di cercatori falliti e di criminali, solo in rarissime occasioni. In una di queste, giunto a registrare la concessione e a ritirare la posta, viene rapito da Soapy, che vorrebbe scoprire dove si trova il suo terreno. Incatenato in uno dei suoi casinò, viene pesantemente ridicolizzato con la lettura a voce alta delle sue lettere: una di queste riporta che la madre Piumina è deceduta, e sentendo ciò Paperone trova nella rabbia la forza per liberarsi e distruggere l'intero casinò.

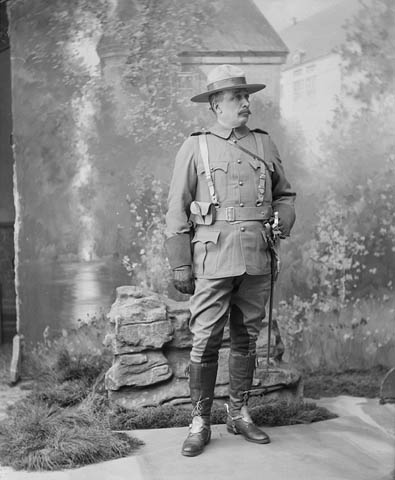
Il colonnello Samuel Benfield Steele

Alcuni giorni dopo l'incarcerazione di Soapy, Paperone trova un'enorme pepita d'oro grande come un uovo d'oca. Il seguito di questa storia non è presente nel capitolo della saga, che termina con un Paperone al settimo cielo, ma in Zio Paperone e la Stella del Polo di Barks: quando torna in paese a vantarsi, incontra Doretta Doremì nel saloon Bolla d'Oro, affascinante ballerina che lo droga e lo deruba di tutte le pepite; Paperone, una volta rinvenuto, si vendica mettendo k.o. tutti gli uomini di Doretta e obbligandola a restituirgli il maltolto. Quando scopre che molte pepite sono state già spese, Paperone prima la costringe a firmare una cambiale di mille dollari, poi la porta con sé nel Fosso dell'Agonia Bianca per farle toccare con mano la fatica che provano i minatori che deruba. Durante questo mese di prigionia, Soapy, in libertà vigilata, mette Wyatt Earp, Roy Burns e Bat Masterson contro Paperone, mentre Butch Cassidy e Sundance Kid approfittano della confusione per rubare l'oro e rapire Doretta. Dopo che Wyatt riconosce Paperone e capisce il malinteso, Paperone salva Doretta e i due capiscono di provare qualcosa l'uno per l'altra.
Mesi dopo, Doretta, allontanata da Paperone che non se la sente di vivere una relazione con lei, lo denuncia al leggendario colonnello Samuel Benfield Steele, inventando calunnie sul suo conto (con l'aiuto degli invidiosi concittadini, bramosi di appropriarsi della sua concessione mineraria) per farlo tornare da lei. Paperone riesce a difendersi e combatte con Steele, finché il suo nome viene riabilitato grazie all'amico Casey Coot; raggiunge poi Doretta al Bolla d'Oro che va a fuoco, ma sviene per via di un pezzo di ghiaccio che gli cade in testa proprio mentre stava per dichiararsi, e i due non si riconcilieranno più. Due anni dopo Paperone, liberatosi del debito che aveva con Soapy, apprende di aver guadagnato un milione di dollari. Casey Coot, che vuole tornare a casa perché non ha avuto successo come cercatore, gli vende la proprietà di suo nonno Cornelius in cambio dei soldi per il viaggio: Paperone diventa proprietario di Forte Paperopoli.

#### Ritorno in Scozia e l'attacco a Forte Paperopoli
Negli anni a cavallo del nuovo secolo, Paperone continua a guadagnare e decide di investire il suo denaro in alcune attività fondando una banca a Whitehorse e diverse imprese (una segheria, una ditta di olio di pesce, una di trasporti navali). Come banchiere finanzia altri cercatori d'oro in cambio di parte dei loro profitti, e segue altre attività dimostrando di sapersi destreggiare in ogni tipo di affare grazie al suo "fiuto"; diventa così miliardario e, contemporaneamente, inasprisce il suo carattere, essendo ormai diventato schivo e sospettoso.
Raggiunto il successo torna a casa, ma a causa del suo atteggiamento viene schernito da tutti e, capendo di aver perso la propria identità di scozzese, sceglie di andarsene per sempre e di trasferirsi con la famiglia negli Stati Uniti, a Paperopoli. Il padre è l'unico che non accetta di seguirlo, sentendosi troppo vecchio (difatti muore la mattina della partenza dei figli) ma fa promettere a Paperone che si comporterà sempre onestamente. Giunto con le sorelle a Paperopoli, che si rivela essere solo un piccolo borgo contadino, Paperone non riesce ad arrivare in cima alla Collina Ammazzamuli, dove si trova la sua proprietà, perché il motore della sua macchina cede, e per questo la collina verrà rinonimata "Ammazzamotori". Fa la conoscenza della famiglia di Casey, tra cui la sorella Elvira (futura Nonna Papera) e il figlio di questa Quackmore Duck, che si fidanza con Ortensia. Dopo aver cacciato via le Giovani Marmotte, all'epoca solo un piccolo gruppo, dal forte in cima alla collina Ammazzamotori, Paperone è attaccato prima dai Bassotti e poi dall'esercito statunitense, ma l'attacco termina non appena Paperone incontra Roosevelt e spiega il malinteso. Sei mesi dopo è cominciata l'industrializzazione di Paperopoli e sulla collina svetta il monumentale Deposito, ancora pressoché vuoto.

#### Il più ricco del mondo
Dopo diversi viaggi d'affari in giro per il mondo, nel 1909 Paperone porta con sé in Africa le sorelle, stanche di starsene nell'ancora poco sviluppata Paperopoli a dirigere il suo impero finanziario. In mezzo alla foresta cerca di comprare un terreno dallo stregone Matumbo, ma questi rifiuta e lo scaccia via ridicolizzandolo. Furioso, Paperone assolda dei masnadieri e fa radere al suolo il suo villaggio; poi, usando un travestimento, si presenta a Matumbo come uno straniero di passaggio e si fa cedere la terra per "proteggerla da Paperone".  Quando lo stregone scopre l'inganno, gli lancia contro un anatema. Quella sera, Ortensia e Matilda, disgustate dal suo comportamento, decidono di partire senza salutarlo; Paperone (che ha ancora le basette pettinate all'indietro per il travestimento) legge la lettera che gli hanno lasciato e si pente, ma mentre tenta di raggiungerle viene bloccato dal Gongoro, uno zombie incaricato da Matumbo di consegnargli un feticcio avvelenato. Riesce a sfuggirgli sistemandosi le basette ma, pur non riconoscendolo, lo zombie continuerà a dargli la caccia perché "magicamente" la maledizione lo riporta sempre da lui. Intanto, Paperone cerca di tornare a casa per farsi perdonare, ma viene costantemente sviato da nuove opportunità di arricchirsi: acquista dallo zar Nicola II di Russia una dozzina di Uova Fabergé, recupera il leggendario Rubino Striato, raggiunge il Polo nord poco prima di Robert Edwin Peary. Giunto presso l'isola polinesiana di Rippan Taro, dopo altri otto anni di viaggi senza fare tappa a Paperopoli e continui inseguimenti da parte di Gongoro, Paperone vende il Rubino Striato al re dell'isola in cambio della (temporanea) neutralizzazione della maledizione di Matumbo. Tornato finalmente a Paperopoli dopo oltre vent'anni di assenza, l'intera città e la famiglia (tra cui Paperino e Della, figli gemelli di Quackmore e Ortensia) lo accolgono, ma Paperone scaccia via malamente tutti quanti, incapace di intrattenere ancora dei rapporti umani che non siano legati al profitto, salvo pentirsene poco dopo: tenta di raggiungere le sorelle per scusarsi, ma l'unica cosa che glielo impedisce per l'ultima volta è il fatto di scoprire che adesso è diventato il più ricco del mondo. Tuttavia la felicità per il traguardo raggiunto dura poco e Paperone si lascia andare a un pianto disperato, realizzando che il successo a lungo ricercato gli è costato per sempre la propria famiglia.

#### L'incontro con i nipoti
A seguito della rottura coi propri parenti e raggiunta l'età di settantacinque anni, Paperone decide di chiudere tutto il suo impero, e per cinque anni vive isolato dal resto del mondo in una sontuosa villa. 
Anche il suo famoso deposito rimane chiuso e inviolato per tutto quel tempo, tanto che tra i cittadini di Paperopoli iniziano a circolare molte voci e leggende sul conto della struttura e dello stesso Paperone.
Nel Natale dei suoi ottant'anni Paperone decide di riprendere contatto con gli unici parenti che gli sono rimasti e invita così Paperino e i figli di Della, Qui, Quo e Qua (ora sotto la sua custodia) a trascorrere la vigilia nella sua baita sul Monte Orso, infestato da orsi selvaggi, per metterli alla prova. Paperino e i nipotini superano la prova per pura fortuna, e Paperone li invita per il cenone di Natale nella sua villa.
Mentre i nipotini sono curiosi di conoscerlo, Paperino al contrario reputa lo zio un eccentrico e avido miliardario che ha scialacquato tutti i soldi del suo deposito, e che le famose storie sulle sue imprese siano solo frutto della sua demenza senile.
Giunti alla villa, i quattro vengono accolti freddamente dallo zio, il cui carattere cinico e irascibile porta lui e Paperino a un litigio, a seguito del quale Paperone decide di condurli al deposito per dimostrar loro che è effettivamente pieno di denaro.
Sfortunatamente vengono seguiti da Nonno Bassotto (suo vecchio avversario dai tempi del Mississippi) e dai suoi nipoti, che lo catturano e lo derubano. Inattivo da anni, Paperone non ha la forza di inseguirli finché i nipotini (convinti, al contrario di Paperino, della vita avventurosa dello zio) lo spronano a tirare fuori le energie e a sgominare da solo l'intera banda. Dopo questa nuova impresa Paperone ritrova il suo spirito energico e ottimista e si rende conto che il tempo che gli è stato concesso non è ancora finito. Decide così di riaprire tutti i suoi uffici e di rimettersi in affari, per dimostrare a tutti e a se stesso che lui è e sarà sempre il numero uno.

#### Cronologia della vita
La cronologia è basata sulle narrazioni di Don Rosa in The Life and Times of $crooge McDuck
- 1867: Paperone nasce a Glasgow in Scozia.
- 1877–1880: Paperone fa il lustrascarpe e guadagna la Numero Uno, poi vende torba e prende infine la decisione di cercare la fortuna in America, imbarcandosi su una nave-bestiame diretta a New Orleans.
- 1880–1882: Paperone aiuta lo zio Angus a Louisville con la sua barca "La regina del cotone" nel campo del trasporto fluviale lungo il Mississippi, poi si mette in proprio gestendo il battello Ciccio Dollaro fino a che questo non va distrutto.
- 1882-1884: Cercando fortuna a ovest, Paperone si reca nel Montana, dove trova lavoro come cowboy per il compatriota Murdo MacKenzie, un allevatore di bestiame. Durante uno dei suoi viaggi per commerciare il bestiame, il 27 agosto 1883 Paperone assieme a Cacciavite Pitagorico assiste alla violentissima e storica eruzione del vulcano Krakatoa.
- 1884–1885: Le crescenti difficoltà che Murdo MacKenzie deve affrontare lo costringono a licenziare Paperone, che decide di diventare un minatore, stabilendosi in Montana, dove trova una miniera di rame che tuttavia è costretto a cedere per tornare in Scozia a causa di gravi problemi economici familiari.
- 1886–1889: Paperone percorre il Sudafrica nella speranza di riuscire a trovare l'oro. Nel corso della sua avventura farà il primo incontro col suo futuro rivale, il giovane e disonesto boero Cuordipietra Famedoro.
- 1889–1893: Paperone torna negli Stati Uniti in cerca d'oro, senza tuttavia avere fortuna. Nel corso della sua permanenza diventerà noto col nome di Veleno di Pizen Bluff.
- 1893–1896: Ancora una volta alla ricerca dell'oro, Paperone viaggia fino in Australia, senza tuttavia avere successo. Muore lo zio Jake.
- 1896–1899: Paperone arriva nel Klondike, dove è esplosa la Corsa all'oro. La sua indomita tenacia, unita ad una vita di fallimenti ed importanti lezioni, gli conferisce una marcia in più rispetto agli altri scavatori, e nel Fosso dell'Agonia Bianca egli trova un ricco giacimento d'oro. Nel corso dell'avventura avrà la sfortuna di imbattersi in Soapy Slick, uno strozzino opportunista dei cui soldi ha però bisogno per acquistare gli attrezzi da scavo. Conosce inoltre Doretta Doremì, con cui avrà un rapporto controverso e che è riconosciuta come la sua unica vera fiamma. La madre di Paperone muore a 57 anni.
- 1899–1902: Paperone diventa milionario ed espande il suo giro d'affari, comprando una banca e fondando diverse imprese.
- 1902: Paperone è ormai miliardario e ritorna in Scozia per stabilirvisi. Si rende però conto di aver perso il contatto con la sua terra natia e decide di portare la famiglia con sé in America, il posto che ormai ritiene la sua vera patria. Solo le sorelle accettano di seguirlo a Paperopoli, mentre il padre Fergus sceglie di restare a Colle Fosco e durante la notte precedente la partenza della sua famiglia muore, all'età di 67 anni. Paperone costruisce il deposito del denaro che sovrasta il villaggio di Paperopoli.
- 1909: Nel corso di un viaggio d'affari in Africa, le sorelle si rendono conto di quanto il loro fratello sia cambiato, inasprito da una vita di sforzi e fallimenti. In un episodio di eccezionale crudeltà, Paperone fa dare alle fiamme un villaggio come ritorsione per il rifiuto di concedergli lo sfruttamento minerario della zona. Pur rimanendo un'eccezione nella vita onesta del papero, l'evento spinge le sorelle ad abbandonarlo per tornare a Paperopoli e gli scaglia contro una potente maledizione.
- 1909–1930: Mentre le sorelle gestiscono l'impero di Paperone da Paperopoli con il lavoro d'ufficio dei suoi numerosi affari, egli viaggia a lungo, fino al punto da compiere tante deviazioni (in nome del profitto) da dimenticarsi completamente delle sue mancanze come fratello. L'ossessione di diventare il più ricco del mondo lo spinge a compiere imprese memorabili e concludere affari eccezionali, al pesante prezzo di perdere di mira l'iniziale scopo della sua vita. Alla fine Paperone raggiunge il suo obiettivo e risulta essere il più ricco del pianeta: il suo deposito trabocca di monete d'oro. Torna a Paperopoli, che grazie ai suoi investimenti è ora una laboriosa metropoli. Un ulteriore, violento litigio con le sorelle lo allontana definitivamente dalla famiglia.
- 1942: Paperone, persa la sua proverbiale vitalità, decide di ritirarsi dagli affari e di chiudere tutte le sue imprese, depresso e convinto che nessuno sia degno di ereditare le sue ricchezze.
- 1947: Paperone decide di conoscere Paperino, figlio di sua sorella Ortensia, e i suoi nipoti, Qui, Quo e Qua. Nel mostrare l'immensa fortuna che ancora oggi giace nei tre ettari cubici del suo deposito (e che i media ritenevano una leggenda metropolitana) ai nipoti, la espone di nuovo alla Banda Bassotti. Spronato dai piccoli Qui, Quo e Qua, Paperone salva la sua "nuova" famiglia e in essa trova una ragione per tornare il papero attivo e audace di un tempo.

#### La morte di Paperone secondo Don Rosa
Oltre a dare a Paperone una vera e propria biografia, Don Rosa ha anche pensato per lui un anno di morte, il 1967, alla veneranda età di 100 anni, che è proprio l'anno in cui Carl Barks, creatore di Paperone, ha smesso di scrivere storie a fumetti da autore completo, vent'anni esatti dopo aver creato il personaggio. L'anno appare nella cronologia personale di Rosa, nonché in una vignetta pubblicata nel 1991, che rappresenta la sua tomba. La lapide reca il motto Fortuna favet fortibus (la fortuna aiuta gli audaci), e intorno a essa stanno Paperino e Paperina invecchiati (probabilmente sposati visto che entrambi portano un anello al dito), insieme a Qui, Quo e Qua cresciuti: Paperino lamenta il fatto che nessuno lo autorizzerà mai a raccontare l'ultima avventura dello zio, che, però, è stata grandiosa. In questo modo, Don Rosa ha introdotto una concezione realistica del trascorrere del tempo nei fumetti Disney discostandosi da tutti gli altri autori, che producono storie ambientate in un eterno "presente" senza mai far invecchiare i personaggi:
Non mi dà però fastidio che si continui a produrre storie (da parte di altri scrittori e disegnatori) che mostrano Paperino e Paperone (apparentemente) vivi nel presente. Va bene -- non sono fatti miei. Io faccio solo le mie storie. E ho un'idea diversa.
Ci sono molti personaggi classici che sono rimasti famosi per decenni, su cui si continua a produrre nuove storie... come Sherlock Holmes, o the Shadow, o Doc Savage. Ma queste nuove storie non sono mai ambientate nel presente -- le nuove storie di Sherlock Holmes sono ambientate nell'epoca vittoriana. I film su The Shadow e Doc Savage sono ambientati negli anni trenta. Quella è l'epoca di quei personaggi, altrimenti non funzionano. Ecco come io vedo le mie storie di Paperone, basandomi sul mio modo di vedere i personaggi di Barks.»
(Don Rosa)
In accordo con la sua vignetta e la propria cronologia, tutte le storie di Don Rosa sono ambientate tra la fine degli anni quaranta e gli anni cinquanta, o comunque mai dopo il 1967. A proposito della vignetta l'autore ha dichiarato:
(Don Rosa)
Da segnalare comunque un intervento dell'autore, rivolto ai fan che chiedevano lumi sulla vicenda, che sembrerebbe palesare l'intento non ufficiale della cosa, come dimostrano queste sue parole:
Alcune delle trovate erano divertenti, alcune piuttosto volgari... ma quanto al mio contributo, dato che ho una visione molto seria di questi personaggi, ho proposto una scena di ciò che potrebbe venir detto in un futuro lontano sulla tomba di Paperone.
Non hanno mai spiegato ai lettori l'iniziativa della fanzine per cui la mia illustrazione fu fatta, così alla fine sembra che mi sia preso io la responsabilità di mostrare una scena deprimente e dare una notizia morbosa senza alcuna ragione! Non rinnego l'immagine che ho mostrato, ma è scorretto nei miei confronti che non possa spiegare lo scopo originale e il contesto della tavola a tutti coloro che vedono l'immagine su quei siti non autorizzati.»
(Don Rosa)

### Il passato di Paperone secondo altri autori
Autori italiani (e non solo) hanno scritto numerose storie sul passato di Paperone, sia prima sia dopo l'opera di Don Rosa e non sempre in accordo con essa o in maniera coerente tra di loro.
Lo sceneggiatore Guido Martina, sempre fedele alla rappresentazione di un Paperone meschino e poco onesto, scrisse una biografia di Paperone sotto forma di racconto in testo (illustrato da Giovan Battista Carpi) che fu pubblicato nel 1973 dalla Arnoldo Mondadori Editore con il titolo I pensieri di... Paperone. In questa biografia, Paperone narra di essere orfano e di essersi arricchito con mezzi illeciti, traviato dalla nonna (che si fingeva cieca nel chiedere l'elemosina) e da un anziano truffatore con cui si era messo in società per perpetrare raggiri. Questa biografia fu pubblicizzata nel finale della saga del segreto del Totem decapitato pubblicata su Topolino nello stesso anno.
Guido Martina trattò, in diversi casi solo accennandolo, il passato di Paperone anche in numerose storie a fumetti, anche se non in maniera coerente dal momento che l'autore piemontese si disinteressava della continuity (come Barks, del resto). In molte di queste storie, Paperone ammette di aver iniziato la sua fortuna imbrogliando altre persone o tradendole (in Paperino e il grande Barunz del 1957 racconta che a fine '800 abbandonò il socio nelle mani di una tribù Pellerossa pronta a scotennarlo per non dividere con lui un milione di dollari), o comunque di aver condotto affari poco limpidi nel corso della sua vita, come il traffico di droghe (ne Il romanzo di un papero povero racconta di esser stato contrabbandiere d'oppio).
Uno degli eventi della biografia che rimane un punto fermo è il fatto che Paperone si sia arricchito in Klondike alla fine del decennio 1890; fa eccezione quanto raccontato nel ciclo di storie della Storia e gloria della dinastia dei paperi (scritta da Guido Martina) nel quale si narra la storia della famiglia dei paperi dai tempi dell'antico Egitto fino ai tempi moderni; nell'ultima storia del ciclo si sostiene che fu il padre di Paperone a fare il cercatore d'oro in Klondike, Paperon-Papà, che Paperone nacque nel 1897 e che la sua prima parola pronunciata fu "dollaro". Comunque in altre storie dello stesso Martina è Paperone, e non suo padre, a essersi arricchito nel Klondike.
In molte storie italiane, Paperone è inoltre il fratello di Nonna Papera: nella storia Buon compleanno, Paperino! del 1984, furono Paperone e Nonna Papera a trovare, in una notte di tempesta, un neonato Paperino, appena uscito dall'uovo, che venne poi ospitato nella fattoria di Nonna Papera, scenario confermato nella serie di storie Paperino Paperotto. Dopo la pubblicazione in Italia della monumentale opera biografica di Don Rosa, tuttavia, generalmente anche gli autori italiani hanno aderito alla versione "canonica" proposta da questo autore.
Tra il 2007 e il 2017 fu pubblicato su Topolino un ciclo di storie sceneggiato quasi interamente da Fausto Vitaliano, Tutti i milioni di Paperone, in cui viene narrato come Paperone guadagnò i suoi primi venti milioni.
Per quanto riguarda le storie di produzione Egmont, l'autore completo finlandese Kari Korhonen ha realizzato una serie relativa ai diari di Paperone che raccontano eventi del passato del personaggio e contengono molte citazioni alla Saga di Don Rosa. Le prime cinque storie, relative ai diari del Klondike, riguardano il periodo in cui Paperone si arricchì nel Klondike, e narrano i tentativi fallimentari di ostacolarlo da parte di numerosi malviventi (come Soapy Slick, i Bassotti e i padri di Azure Blue e Sharky), ingaggiati da un misterioso personaggio (la cui identità viene svelata nel finale) affinché Paperone fallisca e torni in Scozia; in queste storie viene introdotto anche il fratello gemello di Cacciavite Pitagorico nonché uno zio ricco di Paperone di nome Walter. Nelle storie relative ai diari di Paperopoli, ambientate ai primi del novecento, Paperone, ormai ricco, si stabilisce a Paperopoli senza le sorelle, tornate momentaneamente in Scozia per prendersi cura dello zio Walter finito in miseria in conseguenza di uno scandalo, e, con l'aiuto di validi alleati (come Basettoni, miss Paperett e Archimede), dovrà fronteggiare la concorrenza sleale di un miliardario colluso con la criminalità che si scoprirà essere lo zio di Rockerduck. Korhonen ha continuato la serie dei diari con una storia ambientata in Scozia e un'altra in Egitto.
Anche l'autore norvegese Arild Midthun ha trattato il passato di Paperone in alcune sue storie lunghe natalizie, in particolare The Orphan's Christmas (in cui Paperone racconta ai nipoti un'avventura natalizia vissuta in gioventù a Glasgow) e A Christmas Crossing (avventura natalizia ambientata ai tempi del Klondike e coinvolgente Doretta Doremì e i Bassotti).

## Filmografia

Zio Paperone nel film d'animazione Zio Paperone alla ricerca della lampada perduta.

Certamente il più importante dei personaggi Disney inventati nei fumetti, la prima apparizione di Paperone in forma animata (fatta eccezione per un breve cameo nella sigla della serie TV Il club di Topolino nel 1955) fu nel mediometraggio del 1967 Paperone e il denaro, in cui insegna ai nipotini alcuni principi basilari della finanza.
In seguito ebbe l'iconico ruolo di impersonare Ebenezer Scrooge nel mediometraggio Canto di Natale di Topolino (Mickey's Christmas Carol) del 1983, una versione animata del famoso romanzo di Charles Dickens Canto di Natale. È anche apparso nel cartone Pippo e lo sport in Calciomania del 1987.
Lo Zio Paperone è il protagonista della serie a cartoni animati DuckTales - Avventure di paperi (1987-1990) e del film d'animazione Zio Paperone alla ricerca della lampada perduta (1991), insieme ai suoi nipotini; alcuni episodi della serie si ispirano a storie a fumetti di Carl Barks. In questa serie, il cui primo episodio andò in onda negli Stati Uniti il 18 settembre 1987, a Paperone vengono affidati gli adorabili nipotini Qui, Quo e Qua dopo che Paperino si arruola nella Marina degli Stati Uniti. Tale serie fu prodotta prima della Saga di Paperon de' Paperoni di Don Rosa, per cui la storia di come Paperone giunse in America e quella della sua famiglia si discosta non poco da quella dei fumetti.
Paperone appare anche in un episodio di Raw Toonage, in due cortometraggi della serie Mickey Mouse Works, in alcuni episodi (specialmente "House of Scrooge") di House of Mouse - Il Topoclub e nei film Il bianco Natale di Topolino - È festa in casa Disney e Topolino strepitoso Natale!. L'ultima apparizione del personaggio è nella serie Disney "Topolino", nell'episodio "Il primo amore di Pippo" del 2015.
Il personaggio torna a ricoprire il ruolo del protagonista, insieme ai suoi nipoti, nel 2017 nella serie DuckTales, reboot dell'originale.

## Doppiaggio

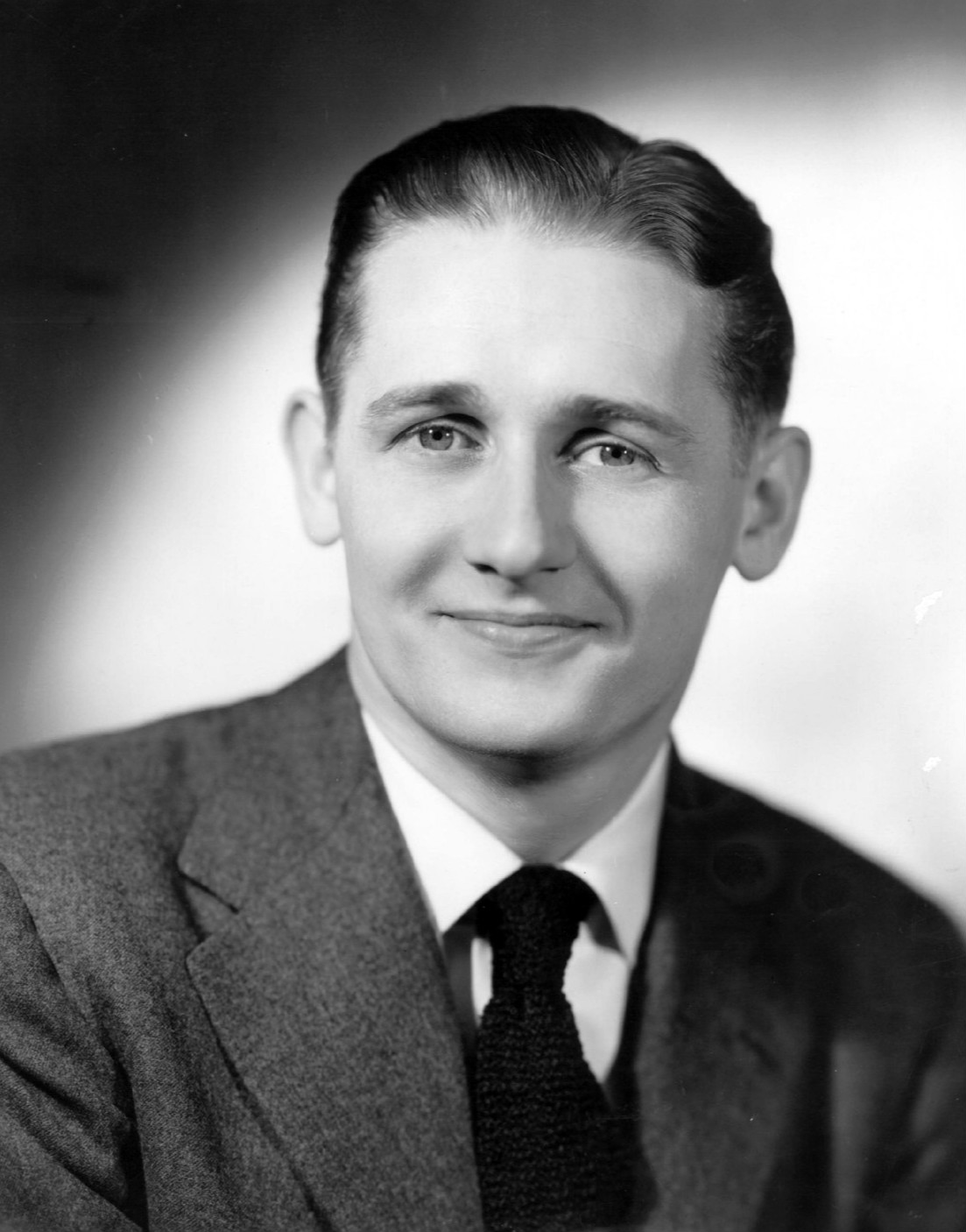
Alan Young (1919–2016), principale doppiatore originale del personaggio

In originale, dopo due esperienze con i doppiatori Dal McKennon e Bill Thompson (quest'ultimo come voce nella sua prima apparizione animata, Paperone e il denaro), Paperone è stato doppiato da Alan Young fino alla morte di questo in tutte le sue apparizioni (sia in Ducktales che in altre produzioni) eccetto per l'episodio crossover collegato a Ducktales su Pippo Sport, dove a doppiarlo è Will Ryan. Dopo la morte di Young, John Kassir è diventato la nuova voce di Paperone, escluso nel reboot di Ducktales (dove a doppiarlo è David Tennant) e La leggenda dei Tre Caballeros (dove ha la voce di Eric Bauza).
In italiano il personaggio è stato doppiato da Roberto Bertea e Mario Milita nelle sue prime due apparizioni animate (rispettivamente Paperone e il denaro e Il canto di Natale di Topolino), successivamente Gigi Angelillo ha assunto il ruolo di doppiatore ufficiale del personaggio in tutte le sue apparizioni fino al 1995, quando vennero riassegnati i doppiaggi di alcuni ruoli Disney (inclusi Topolino e Pippo) e Zio Paperone passò a Giorgio Lopez, che lo doppiò fino al 2020 in tutte le apparizioni, escluso il nuovo Ducktales, dove a doppiarlo è Fabrizio Vidale, divenuto poi voce ufficiale del personaggio anche per le altre produzioni dopo la scomparsa di Lopez.
Da segnalare, inoltre, Gianfranco Miranda, che ha doppiato il personaggio in alcune scene ridoppiate su Disney+ dei primi episodi di Ducktales.

## Ricchezza
Sono state fatte delle stime della ricchezza accumulata da Paperone che è oggetto di disputa fra alcuni autori, che spesso la indicano utilizzando unità di misura da loro inventate: Carl Barks la stima in «1 multiplujilione, 9 obsquatumatilioni, 623 dollari e 62 centesimi», mentre Don Rosa nella Saga di Paperon de' Paperoni la quantifica in «5 multiplusilioni, 9 impossibilioni, 7 fantasticatrilioni di dollari e 16 centesimi»; invece, nella storia a fumetti Zio Paperone e il dollaro pesante di Giorgio Pezzin il capitale ammonterebbe a "1200 fusomilioni" (il fusomilione è definito sempre nella storia come una cifra talmente alta da fondere un calcolatore); uno dei termini più classici per definire la quantità dei dollari di Paperone è "45 fantastiliardi", non per il numero in sé, quanto per il fatto che più che miliardario Paperone si fa definire, appunto, fantastiliardario. Nelle storie di Guido Martina il denaro di Paperone viene detto ammontare, definendolo in termini di peso, a 18 tonnellate d'oro e in "Zio Paperone e il tunnel sottomarino" di Romano Scarpa e Giorgio Cavazzano il totale ammonta a 135.000.000.000.000.000.000.000.000.000.000.000.000,50 dollari.
La rivista Forbes pubblica annualmente la lista delle persone più ricche del mondo e in aggiunta ha iniziato a pubblicare anche la Forbes Fictional Fifteen, ovvero una classifica dei miliardari nel mondo della finzione comprendente tra gli altri Gordon Gekko, Lex Luthor, Bruce Wayne e Charles Montgomery Burns. In questa classifica gli autori non potendo stimare i possedimenti sconfinati di Paperone hanno deciso di prendere in considerazione esclusivamente il denaro accumulato all'interno del deposito, i famosi tre acri cubici di denaro e per questo Paperone è solo quarto nella classifica del 2002, essendo stato il suo patrimonio valutato in "soli" 8,2 miliardi di dollari. Nel 2005 la stima è stata confermata, mentre nel 2006 è stata corretta a "soli" 10,9 miliardi di dollari, il che lo ha portato al terzo posto della classifica. Paperone conquista la prima posizione nel 2007 in seguito al rialzo del prezzo dell'oro con un patrimonio di "soli" 28,8 miliardi di USD. Altri autori hanno stimato che la fortuna contenuta nel solo deposito ammonterebbe a un totale di 2.556 miliardi di dollari. Di sicuro si sa che Paperone divenne miliardario nel 1902 e che è, da molti anni, il più ricco del mondo, più di chiunque altro sia nella realtà che nella leggenda o finzione, sia del presente che del passato, in quanto le sue ricchezze totali, costituite da azioni, obbligazioni, immobili, imprese industriali e commerciali, banche, assicurazioni, miniere e tanto altro che non è contenuto nel deposito, sono sconfinate, dilatate all'inverosimile e (quasi) illimitate, caratterizzate da un tasso di crescita annuo costante.

## Comprimari

### Avversari
Nelle storie di Paperone c'è sempre qualcuno contro cui deve combattere: da chi cerca di derubarlo agli imprenditori concorrenti, addirittura nella storia Zio Paperone e l'ultima avventura (2012) tutti i suoi nemici si alleano per sconfiggerlo.
- Cuordipietra Famedoro è uno spietato e disonesto miliardario boero. Paperone lo conosce per la prima volta casualmente in Sudafrica mentre era in cerca dell'oro. Famedoro è di origine umile, e si è arricchito proprio come Paperone, ma a differenza di questo ha costruito il suo impero grazie a truffe, imbrogli e raggiri. Famedoro è l'antagonista preferito degli autori americani, mentre in Italia il suo ruolo è stato soppiantato da Rockerduck, ed è caratterizzato da un odio personale (reciproco per altro) verso Paperone, oltre che da una concorrenza imprenditoriale.
- John D. Rockerduck è l'antagonista per antonomasia di Paperone su Topolino. A differenza di Paperone e Famedoro, Rockerduck non ha dovuto faticare per diventare ricco avendo ereditato le ricchezze di suo padre. Rispetto a Famedoro, Rockerduck è più giovane e meno cattivo, anche se ugualmente lui e Paperone si disprezzano e si azzuffano spesso.
- La Banda Bassotti è una famiglia di ladri capitanata da Nonno Bassotto (nei fumetti) e Mamma Bassotto (nella serie televisiva DuckTales). Questi ladri hanno come unico obiettivo quello di riuscire a svaligiare il deposito di Paperone, cosa che ovviamente non riescono mai a fare nonostante i numerosi piani e tentativi. Paperone li ha incontrati per la prima volta sul Mississippi.
- Amelia: è una strega napoletana che vive sulle pendici del Vesuvio; è ossessionata dall'idea di impossessarsi della numero uno di Paperone, per fonderla in un amuleto che la renderà ricchissima. È aiutata spesso dal suo corvo Gennarino.

### Collaboratori
Oltre ai suoi parenti, Paperone è circondato da persone che godono della sua fiducia e talora del suo affetto: costoro ricevono uno stipendio particolarmente basso e non hanno diritto a ferie se non in rarissime condizioni.
- Battista: è il tuttofare di Paperone, svolge infatti le mansioni di maggiordomo, cameriere, cuoco, giardiniere e guardia di sicurezza, oltre a fare le pulizie e occuparsi personalmente delle piccole riparazioni domestiche. Battista vive al deposito e serve Paperone a orario continuato, sia di giorno sia di notte, inoltre asseconda tutti i capricci e le bizzarrie del suo principale diventando il suo primo confidente, e spesso è lui che in caso di problemi chiama Paperino e i nipotini per assistere il vecchio zio. Nella serie animata DuckTales - Avventure di paperi, Battista è sostituito da Archie: come la sua controparte, è un maggiordomo/autista di Paperone molto paziente, ma a differenza di Battista parla con accento inglese ed è più vecchio e pingue.
- Miss Emily Paperett[58]: è la segretaria di Paperone. Si occupa di gestire la fittissima agenda del suo principale e il suo archivio; a differenza di Battista non vive al deposito ma ci lavora soltanto.
- Archimede Pitagorico e Pico De Paperis svolgono molto spesso la funzione di consulenti per Paperone. Il primo si occupa di costruire tutte le macchine necessarie al magnate per compiere le sue imprese (talvolta alcune geniali invenzioni di Archimede vengono commercializzate da Paperone che ne ottiene immensi guadagni).
- Bentina Beakley: è la governante di Villa de' Paperoni nella serie televisiva Ducktales, dove si occupa della magione e di Qui, Quo, Qua (che la chiamano Tata, in segno di affetto). Viene chiamata affettuosamente Tata anche dallo stesso Paperone. Nella serie appare anche l'avvocato di Paperone.
- Fenton Paperconchiglia: Fenton è un personaggio televisivo della serie Ducktales, dove lavora come ragioniere di Paperone. Nei panni del supereroe Robopap è anche la guardia del corpo del miliardario.

## Albero genealogico
Paperon de' Paperoni è l'ultimo discendente del suo clan a portarne il cognome. La sorella minore Ortensia si è sposata con Quackmore Duck e ha avuto due figli, Della (la madre di Qui, Quo, Qua) e Paperino, che è quindi il parente più prossimo di Paperone. Anche se non sembra, Paperone è molto legato alla sua famiglia. Secondo Don Rosa, Matilda, la sua altra sorella, sarebbe sposata con il tuttologo Pico De Paperis.
Altri parenti acquisiti di Paperone sono gli altri figli di Nonna Papera e Humperdink Duck: Dafne Duck ed Eider Duck (i fratelli di Quackmore Duck) e i loro figli Gastone Paperone e Paperoga.
|  |  |  |  |                              |                              | Dingo de' Paperoni           | Dingo de' Paperoni           | Dingo de' Paperoni           | Dingo de' Paperoni           | Dingo de' Paperoni | Dingo de' Paperoni |                               |                               |                               |                               |                               |                               | Molly Mallard | Molly Mallard | Molly Mallard        | Molly Mallard        | Molly Mallard        | Molly Mallard        |                           |                           |                           |                           |                           |                           |                       |                       |                       |                       |                                  |                                  |                                  |                                  |                                  |                                  |                |                |                |                |                |                |             |             |     |     |                        |                        |                        |                        |                        |                        |  |  |  |  |  |  |  |  |  |  |  |  |
|  |  |  |  |                              |                              | Dingo de' Paperoni           | Dingo de' Paperoni           | Dingo de' Paperoni           | Dingo de' Paperoni           | Dingo de' Paperoni | Dingo de' Paperoni |                               |                               |                               |                               |                               |                               | Molly Mallard | Molly Mallard | Molly Mallard        | Molly Mallard        | Molly Mallard        | Molly Mallard        |                           |                           |                           |                           |                           |                           |                       |                       |                       |                       |                                  |                                  |                                  |                                  |                                  |                                  |                |                |                |                |                |                |             |             |     |     |                        |                        |                        |                        |                        |                        |  |  |  |  |  |  |  |  |  |  |  |  |
|  |  |  |  |                              |                              |                              |                              |                              |                              |                    |                    |                               |                               |                               |                               |                               |                               |               |               |                      |                      |                      |                      |                           |                           |                           |                           |                           |                           |                       |                       |                       |                       |                                  |                                  |                                  |                                  |                                  |                                  |                |                |                |                |                |                |             |             |     |     |                        |                        |                        |                        |                        |                        |  |  |  |  |  |  |  |  |  |  |  |  |
|  |  |  |  |                              |                              |                              |                              |                              |                              |                    |                    |                               |                               |                               |                               |                               |                               |               |               |                      |                      |                      |                      |                           |                           |                           |                           |                           |                           |                       |                       |                       |                       |                                  |                                  |                                  |                                  |                                  |                                  |                |                |                |                |                |                |             |             |     |     |                        |                        |                        |                        |                        |                        |  |  |  |  |  |  |  |  |  |  |  |  |
|  |  |  |  | Angus de' Paperoni 1829-1901 | Angus de' Paperoni 1829-1901 | Angus de' Paperoni 1829-1901 | Angus de' Paperoni 1829-1901 | Angus de' Paperoni 1829-1901 | Angus de' Paperoni 1829-1901 |                    |                    | Fergus de' Paperoni 1835-1902 | Fergus de' Paperoni 1835-1902 | Fergus de' Paperoni 1835-1902 | Fergus de' Paperoni 1835-1902 | Fergus de' Paperoni 1835-1902 | Fergus de' Paperoni 1835-1902 |               |               |                      |                      |                      |                      | Piumina O'Drake 1840-1897 | Piumina O'Drake 1840-1897 | Piumina O'Drake 1840-1897 | Piumina O'Drake 1840-1897 | Piumina O'Drake 1840-1897 | Piumina O'Drake 1840-1897 |                       |                       |                       |                       | Jake de' Paperoni 1832-1900/1901 | Jake de' Paperoni 1832-1900/1901 | Jake de' Paperoni 1832-1900/1901 | Jake de' Paperoni 1832-1900/1901 | Jake de' Paperoni 1832-1900/1901 | Jake de' Paperoni 1832-1900/1901 |                |                |                |                |                |                |             |             |     |     |                        |                        |                        |                        |                        |                        |  |  |  |  |  |  |  |  |  |  |  |  |
|  |  |  |  | Angus de' Paperoni 1829-1901 | Angus de' Paperoni 1829-1901 | Angus de' Paperoni 1829-1901 | Angus de' Paperoni 1829-1901 | Angus de' Paperoni 1829-1901 | Angus de' Paperoni 1829-1901 |                    |                    | Fergus de' Paperoni 1835-1902 | Fergus de' Paperoni 1835-1902 | Fergus de' Paperoni 1835-1902 | Fergus de' Paperoni 1835-1902 | Fergus de' Paperoni 1835-1902 | Fergus de' Paperoni 1835-1902 |               |               |                      |                      |                      |                      | Piumina O'Drake 1840-1897 | Piumina O'Drake 1840-1897 | Piumina O'Drake 1840-1897 | Piumina O'Drake 1840-1897 | Piumina O'Drake 1840-1897 | Piumina O'Drake 1840-1897 |                       |                       |                       |                       | Jake de' Paperoni 1832-1900/1901 | Jake de' Paperoni 1832-1900/1901 | Jake de' Paperoni 1832-1900/1901 | Jake de' Paperoni 1832-1900/1901 | Jake de' Paperoni 1832-1900/1901 | Jake de' Paperoni 1832-1900/1901 |                |                |                |                |                |                |             |             |     |     |                        |                        |                        |                        |                        |                        |  |  |  |  |  |  |  |  |  |  |  |  |
|  |  |  |  |                              |                              |                              |                              |                              |                              |                    |                    |                               |                               |                               |                               |                               |                               |               |               |                      |                      |                      |                      |                           |                           |                           |                           |                           |                           |                       |                       |                       |                       |                                  |                                  |                                  |                                  |                                  |                                  |                |                |                |                |                |                |             |             |     |     |                        |                        |                        |                        |                        |                        |  |  |  |  |  |  |  |  |  |  |  |  |
|  |  |  |  |                              |                              |                              |                              |                              |                              |                    |                    |                               |                               |                               |                               |                               |                               |               |               |                      |                      |                      |                      |                           |                           |                           |                           |                           |                           |                       |                       |                       |                       |                                  |                                  |                                  |                                  |                                  |                                  |                |                |                |                |                |                |             |             |     |     |                        |                        |                        |                        |                        |                        |  |  |  |  |  |  |  |  |  |  |  |  |
|  |  |  |  |                              |                              |                              |                              |                              |                              |                    |                    | Paperon de' Paperoni          | Paperon de' Paperoni          | Paperon de' Paperoni          | Paperon de' Paperoni          | Paperon de' Paperoni          | Paperon de' Paperoni          |               |               | Matilda de' Paperoni | Matilda de' Paperoni | Matilda de' Paperoni | Matilda de' Paperoni | Matilda de' Paperoni      | Matilda de' Paperoni      |                           |                           | Ortensia de' Paperoni     | Ortensia de' Paperoni     | Ortensia de' Paperoni | Ortensia de' Paperoni | Ortensia de' Paperoni | Ortensia de' Paperoni |                                  |                                  |                                  |                                  |                                  |                                  | Quackmore Duck | Quackmore Duck | Quackmore Duck | Quackmore Duck | Quackmore Duck | Quackmore Duck |             |             |     |     |                        |                        |                        |                        |                        |                        |  |  |  |  |  |  |  |  |  |  |  |  |
|  |  |  |  |                              |                              |                              |                              |                              |                              |                    |                    | Paperon de' Paperoni          | Paperon de' Paperoni          | Paperon de' Paperoni          | Paperon de' Paperoni          | Paperon de' Paperoni          | Paperon de' Paperoni          |               |               | Matilda de' Paperoni | Matilda de' Paperoni | Matilda de' Paperoni | Matilda de' Paperoni | Matilda de' Paperoni      | Matilda de' Paperoni      |                           |                           | Ortensia de' Paperoni     | Ortensia de' Paperoni     | Ortensia de' Paperoni | Ortensia de' Paperoni | Ortensia de' Paperoni | Ortensia de' Paperoni |                                  |                                  |                                  |                                  |                                  |                                  | Quackmore Duck | Quackmore Duck | Quackmore Duck | Quackmore Duck | Quackmore Duck | Quackmore Duck |             |             |     |     |                        |                        |                        |                        |                        |                        |  |  |  |  |  |  |  |  |  |  |  |  |
|  |  |  |  |                              |                              |                              |                              |                              |                              |                    |                    |                               |                               |                               |                               |                               |                               |               |               |                      |                      |                      |                      |                           |                           |                           |                           |                           |                           |                       |                       |                       |                       |                                  |                                  |                                  |                                  |                                  |                                  |                |                |                |                |                |                |             |             |     |     |                        |                        |                        |                        |                        |                        |  |  |  |  |  |  |  |  |  |  |  |  |
|  |  |  |  |                              |                              |                              |                              |                              |                              |                    |                    |                               |                               |                               |                               |                               |                               |               |               |                      |                      |                      |                      |                           |                           |                           |                           |                           |                           |                       |                       |                       |                       |                                  |                                  |                                  |                                  |                                  |                                  |                |                |                |                |                |                |             |             |     |     |                        |                        |                        |                        |                        |                        |  |  |  |  |  |  |  |  |  |  |  |  |
|  |  |  |  |                              |                              |                              |                              |                              |                              |                    |                    |                               |                               |                               |                               |                               |                               |               |               |                      |                      |                      |                      |                           |                           |                           |                           |                           |                           | Della Duck            | Della Duck            | Della Duck            | Della Duck            | Della Duck                       | Della Duck                       |                                  |                                  |                                  |                                  |                |                | Sconosciuto    | Sconosciuto    | Sconosciuto    | Sconosciuto    | Sconosciuto | Sconosciuto |     |     | Paperino (Donald Duck) | Paperino (Donald Duck) | Paperino (Donald Duck) | Paperino (Donald Duck) | Paperino (Donald Duck) | Paperino (Donald Duck) |  |  |  |  |  |  |  |  |  |  |  |  |
|  |  |  |  |                              |                              |                              |                              |                              |                              |                    |                    |                               |                               |                               |                               |                               |                               |               |               |                      |                      |                      |                      |                           |                           |                           |                           |                           |                           | Della Duck            | Della Duck            | Della Duck            | Della Duck            | Della Duck                       | Della Duck                       |                                  |                                  |                                  |                                  |                |                | Sconosciuto    | Sconosciuto    | Sconosciuto    | Sconosciuto    | Sconosciuto | Sconosciuto |     |     | Paperino (Donald Duck) | Paperino (Donald Duck) | Paperino (Donald Duck) | Paperino (Donald Duck) | Paperino (Donald Duck) | Paperino (Donald Duck) |  |  |  |  |  |  |  |  |  |  |  |  |
|  |  |  |  |                              |                              |                              |                              |                              |                              |                    |                    |                               |                               |                               |                               |                               |                               |               |               |                      |                      |                      |                      |                           |                           |                           |                           |                           |                           |                       |                       |                       |                       |                                  |                                  |                                  |                                  |                                  |                                  |                |                |                |                |                |                |             |             |     |     |                        |                        |                        |                        |                        |                        |  |  |  |  |  |  |  |  |  |  |  |  |
|  |  |  |  |                              |                              |                              |                              |                              |                              |                    |                    |                               |                               |                               |                               |                               |                               |               |               |                      |                      |                      |                      |                           |                           |                           |                           |                           |                           |                       |                       |                       |                       |                                  |                                  |                                  |                                  |                                  |                                  |                |                |                |                |                |                |             |             |     |     |                        |                        |                        |                        |                        |                        |  |  |  |  |  |  |  |  |  |  |  |  |
|  |  |  |  |                              |                              |                              |                              |                              |                              |                    |                    |                               |                               |                               |                               |                               |                               |               |               |                      |                      |                      |                      |                           |                           |                           |                           |                           |                           | Qui                   | Qui                   | Qui                   | Qui                   | Qui                              | Qui                              |                                  |                                  | Quo                              | Quo                              | Quo            | Quo            | Quo            | Quo            |                |                | Qua         | Qua         | Qua | Qua | Qua                    | Qua                    |                        |                        |                        |                        |  |  |  |  |  |  |  |  |  |  |  |  |

Un aspetto interessante in questo intrico di parentele è il fatto che zio Paperone è fratello della madre di Paperino, che a sua volta è fratello della madre di Qui Quo e Qua, ma dal momento che questo albero genealogico non era conosciuto con precisione ai tempi delle prime avventure i traduttori dei fumetti disneyani in arabo si sono trovati di fronte a un dilemma: infatti in arabo non esiste un termine "generico" per "zio", ma è necessario specificare sempre se si tratta di "zio paterno" ('am) o "zio materno" (khal). Probabilmente a causa dell'"autorevolezza" dei personaggi, i traduttori optarono per lo "zio paterno", figura di spicco nella famiglia araba tradizionale: 'Am Dahab "Zio Paperone", 'Am Butut "Zio Paperino", con una scelta che si è però rivelata infelice rispetto alle genealogie di Barks e Don Rosa.

## Altri media

### Videogiochi
- Kingdom Hearts: Paperon de' Paperoni (スクルージ Sukurūji) ha fatto alcuni cameo nella serie video ludica della Disney e della saga Square Enix Kingdom Hearts, tra Kingdom Hearts II, Kingdom Hearts Birth by Sleep, Kingdom Hearts χ e Kingdom Hearts III.
- Appare come aiutante di Topolino in Epic Mickey: Il potere della magia per Nintendo 3DS
- È protagonista nella serie di videogiochi dedicati alla serie animata DuckTales.

## Impatto culturale

### Musica
- Il cantante Bruno Martino gli dedicò nel 1962 il brano Paperon de' Paperoni.
- Il gruppo Ska italiano Banda Bassotti gli ha dedicato la canzone Zio Paperone, nell'album Bella Ciao del 1993.
- Il tastierista e compositore dei Nightwish, Tuomas Holopainen, nel suo progetto solista, gli dedica un intero album, Music Inspired by the Life and Times of Scrooge (2014).